# Jean Laviguerie
Jean Laviguerie, né le 7 novembre 1746 à Muret et mort le 19 mai 1802 dans la même ville, est un homme politique français, député aux États généraux en 1789.

## Biographie
Conseiller du roi, juge civil, Président de l'élection de Comminges, il est élu député aux États généraux par le pays de Comminges et Nébouzan le 24 avril 1789.
Le Consulat le nomme commissaire près le tribunal civil de Muret.